# Zengjia, Chongqing
Zengjia (kinesiska: 曾家) är en köping i sydvästra Kina. Den ligger i stadsdistriktet Shapingba i storstadsområdet Chongqing, omkring 27 kilometer väster om det centrala stadsdistriktet Yuzhong. Antalet invånare är 23 947. Befolkningen består av 11 958 kvinnor och 11 989 män. Barn under 15 år utgör 11,0 %, vuxna 15-64 år 75 %, och äldre över 65 år 12,0 %.